# Стрэнд, Ричард
Ричард Стрэнд (англ. Richard F. Strand) — лингвист и антрополог, известный своими исследованиями нуристанских и других малоизвестных языков Афганистана и прилегающих районов Пакистана.
Окончил Корнеллский университет. С 1967 года публикует работы по лингвистике и этнографии Нуристана и соседствующих с ним областей. Его исследования финансировались Фондом Фулбрайта (1991-92), Смитсоновским институтом (1980, 1984-85), Фондом антропологических исследований Веннера-Грена (1972), Брауновским университетом (1971), Корнеллского университета (1966-69, 1970), and Педагогическим колледжем, Колумбийского университета (1967-69 ).